# ライン (単位)
単位のライン（英語: line）は、1824年以前の英国で使われた長さの単位で、1/144 フィート、1/12 インチに当たる。
バーリーコーンの1/4の長さと定義されている。バーリーコーン（オオムギの穀物の長さ）は1066年より前にすでにインチを定義するために使われている。フランス（1799年以前）のリーニュ（ligne）も同様にプース（pouce、「親指」を意味し、ほぼ1インチに相当する）の 1/12 と定義されている。フランスのプースは英インチより 6% ほど長いため、フランスのリーニュも同様に英国のラインよりも長い。
ロシアのリニヤ（линия）は、16世紀から20世紀はじめまでデュイム（дюйм、インチ）の 1/10 と定義されていた。デュイム自身は、ピョートル大帝のときに英インチと等しいと再定義されている。ドイツの「リーニエ」（Linie）は通常は 1/12 インチであるが、1/10 インチのこともある。ロシアの軍隊とドイツの工業は武器調達のための重要な要素だったため、武器に関しては1/10インチのラインが一般的な用語になった。
ボタンの取引きでもラインは使われるが、この業界では1インチを40ラインと定義している。植物学者は植物の部分を測るのにラインを使用するが、この場合は1インチを12ラインとしている。

## 用途
古い植物学・動物学の文献では一般的に使われる慣用の単位であり、「3-4ラインの長さの芒」のように使われる。技術的な目的にメートル法を使うことが一般化した後になっても、既存の道具にはしばしば慣用の単位を使うことが好まれる。たとえば「口径7.62mm」の銃というのは意味のない数字のように見えるが、実は7.62mm は 0.3インチのことであり、3ラインに等しい。1891年のロシアのモシン・ナガン小銃は「3ラインのライフル」の名で知られる。そう呼ばれることはめったにないが、12.7mm のブローニングM2重機関銃の口径は「5ライン」にあたる。